# Eleições regionais no País Basco em 2005
As eleições regionais no País Basco em 2005 foram realizadas a 17 de Abril e, serviram para eleger os 75 deputados ao Parlamento Regional.
Os resultados eleitorais deram nova vitória à coligação eleitoral entre Partido Nacionalista Basco e Eusko Alkartasuna, que conquistou 38% dos votos e 29 deputados. Apesar da vitória, a coligação PNV-EA perdeu 4 deputados e caiu 4,0%.
O Partido Socialista do País Basco - Esquerda Basca foi um dos grandes vencedores das eleições, assumindo-se como principal partido anti-nacionalista basco, recuperando o estatuto de segundo partido basco, conquistando 22,5% dos votos e 18 deputados. Apesar disto, os socialistas não conseguiam ter força política para impedir um novo governo nacionalista.
Por outro lado, o Partido Popular, foi o grande derrotado das eleições, perdendo o estatuto de principal partido anti-nacionalista, caindo dos 23% e 19 deputados de 2001 para 1,% e 15 deputados. Graças a este mau resultado, os populares não conseguiam uma maioria com socialistas para impedir um governo nacionalista.
Outro dos grandes vencedores foi o Partido Comunista das Terras Bascas, que assumiu o programa político do Herri Batasuna, ilegalizado em 2003 por ligações à ETA, conquistando 12,4% dos votos e 9 deputados. Graças a este resultado, o EHAK confirmou a importância da esquerda abertzale na política basca.
Por fim, destacar os 3 deputados mantidos pela Esquerda Unida e, a entrada no parlamento de um novo partido, o Aralar, partido de esquerda e nacionalista basco, que conquistou 1 deputado.
Após as eleições, o governo de coligação entre PNV-EA e a Esquerda Unida foi renovado, e continuou no poder regional graças ao apoio parlamentar do EHAK.

## Resultados Oficiais
| Partido                 | Partido                                           | Votos     | %               | +/-    | Deputados | +/-     |
| ----------------------- | ------------------------------------------------- | --------- | --------------- | ------ | --------- | ------- |
|                         | Partido Nacionalista Basco-Eusko Alkartasuna      | 468 117   | 38,38 / 100,00  | 4,00   | 29 / 75   | 4       |
|                         | Partido Socialista do País Basco - Esquerda Basca | 274 546   | 22,51 / 100,00  | 4,75   | 18 / 75   | 5       |
|                         | Partido Popular                                   | 210 614   | 17,27 / 100,00  | 5,66   | 15 / 75   | 4       |
|                         | Partido Comunista das Terras Bascas               | 150 644   | 12,35 / 100,00  | 2,31   | 9 / 75    | 2       |
|                         | Esquerda Unida                                    | 65 023    | 5,33 / 100,00   | 0,20   | 3 / 75    | Estável |
|                         | Aralar                                            | 28 180    | 2,31 / 100,00   | Novo   | 1 / 75    | Novo    |
|                         | Outros                                            | 13 474    | 1,09 / 100,00   |        | 0 / 75    |         |
| Votos Inválidos         | Votos Inválidos                                   | 13 036    | 1,07 / 100,00   | 0,17   |           |         |
| Total                   | Total                                             | 1 223 634 | 100,00 / 100,00 |        | 75 / 75   |         |
| Eleitorado/Participação | Eleitorado/Participação                           | 1 799 523 | 68,00 / 100,00  | 10,97  |           |         |
| Fonte                   | Fonte                                             | [ 11 ]    | [ 11 ]          | [ 11 ] | [ 11 ]    | [ 11 ]  |

## Resultados por Províncias
| Província  | %      | D      | %      | D      | %     | D  | %     | D    | %    | D  | %    | D   | D  | Votantes  |
| Província  | PNV-EA | PNV-EA | PSE-EE | PSE-EE | PP    | PP | EHAK  | EHAK | IU   | IU | ARA  | ARA | D  | Votantes  |
| ---------- | ------ | ------ | ------ | ------ | ----- | -- | ----- | ---- | ---- | -- | ---- | --- | -- | --------- |
| Álava      | 30,44  | 8      | 25,30  | 7      | 25,75 | 7  | 13,16 | 2    | 4,92 | 1  | 1,49 | -   | 25 | 171 492   |
| Biscaia    | 40,66  | 11     | 23,20  | 6      | 17,47 | 5  | 9,99  | 2    | 5,51 | 1  | 1,56 | -   | 25 | 659 366   |
| Guipúscoa  | 38,02  | 10     | 20,14  | 5      | 13,22 | 4  | 18,09 | 5    | 5,21 | 1  | 3,93 | 1   | 25 | 392 776   |
| País Basco | 38,38  | 29     | 22,51  | 18     | 17,27 | 15 | 12,35 | 9    | 5,33 | 3  | 2,31 | 1   | 75 | 1 223 634 |

### Álava
| Partido                 | Partido                                           | Votos   | %               | +/-  | Deputados | +/-     |
| ----------------------- | ------------------------------------------------- | ------- | --------------- | ---- | --------- | ------- |
|                         | Partido Nacionalista Basco-Eusko Alkartasuna      | 51 986  | 30,44 / 100,00  | 3,11 | 8 / 25    | 1       |
|                         | Partido Popular                                   | 43 989  | 25,75 / 100,00  | 6,72 | 7 / 25    | 2       |
|                         | Partido Socialista do País Basco - Esquerda Basca | 43 216  | 25,30 / 100,00  | 4,87 | 7 / 25    | 2       |
|                         | Partido Comunista das Terras Bascas               | 14 187  | 13,16 / 100,00  | 7,03 | 2 / 25    | 1       |
|                         | Esquerda Unida                                    | 8 409   | 4,92 / 100,00   | 1,00 | 1 / 25    | Estável |
|                         | Unidade Alavesa                                   | 3 765   | 2,20 / 100,00   | -    | 0 / 25    | -       |
|                         | Aralar                                            | 2 542   | 1,49 / 100,00   | Novo | 0 / 25    | Novo    |
|                         | Outros                                            | 1 425   | 0,84 / 100,00   |      | 0 / 25    |         |
| Votos Inválidos         | Votos Inválidos                                   | 1 973   | 1,15 / 100,00   | 0,28 |           |         |
| Total                   | Total                                             | 171 492 | 100,00 / 100,00 |      | 25 / 25   |         |
| Eleitorado/Participação | Eleitorado/Participação                           | 247 645 | 69,25 / 100,00  | 9,79 |           |         |

### Biscaia
| Partido                 | Partido                                           | Votos   | %               | +/-   | Deputados | +/-     |
| ----------------------- | ------------------------------------------------- | ------- | --------------- | ----- | --------- | ------- |
|                         | Partido Nacionalista Basco-Eusko Alkartasuna      | 267 247 | 40,66 / 100,00  | 2,76  | 11 / 25   | 1       |
|                         | Partido Socialista do País Basco - Esquerda Basca | 152 459 | 23,20 / 100,00  | 5,14  | 6 / 25    | 2       |
|                         | Partido Popular                                   | 114 845 | 17,47 / 100,00  | 5,98  | 5 / 25    | 1       |
|                         | Partido Comunista das Terras Bascas               | 65 623  | 9,99 / 100,00   | 1,99  | 2 / 25    | Estável |
|                         | Esquerda Unida                                    | 36 226  | 5,51 / 100,00   | 0,14  | 1 / 25    | Estável |
|                         | Aralar                                            | 10 242  | 1,56 / 100,00   | Novo  | 0 / 25    | Novo    |
|                         | Outros                                            | 5 694   | 0,86 / 100,00   |       | 0 / 25    |         |
| Votos Inválidos         | Votos Inválidos                                   | 7 030   | 1,07 / 100,00   | 0,13  |           |         |
| Total                   | Total                                             | 659 366 | 100,00 / 100,00 |       | 25 / 25   |         |
| Eleitorado/Participação | Eleitorado/Participação                           | 970 957 | 67,91 / 100,00  | 11,21 |           |         |

### Guipúscoa
| Partido                 | Partido                                           | Votos   | %               | +/-   | Deputados | +/-     |
| ----------------------- | ------------------------------------------------- | ------- | --------------- | ----- | --------- | ------- |
|                         | Partido Nacionalista Basco-Eusko Alkartasuna      | 148 884 | 38,02 / 100,00  | 6,31  | 10 / 25   | 2       |
|                         | Partido Socialista do País Basco - Esquerda Basca | 78 871  | 20,14 / 100,00  | 4,01  | 5 / 25    | 1       |
|                         | Partido Comunista das Terras Bascas               | 70 834  | 18,09 / 100,00  | 2,97  | 5 / 25    | 1       |
|                         | Partido Popular                                   | 51 780  | 13,22 / 100,00  | 4,82  | 3 / 25    | 1       |
|                         | Esquerda Unida                                    | 20 388  | 5,21 / 100,00   | 0,04  | 1 / 25    | Estável |
|                         | Aralar                                            | 15 396  | 3,93 / 100,00   | Novo  | 1 / 25    | Novo    |
|                         | Outros                                            | 2 590   | 0,66 / 100,00   |       | 0 / 25    |         |
| Votos Inválidos         | Votos Inválidos                                   | 4 033   | 1,03 / 100,00   | 0,20  |           |         |
| Total                   | Total                                             | 392 776 | 100,00 / 100,00 |       | 25 / 25   |         |
| Eleitorado/Participação | Eleitorado/Participação                           | 580 900 | 67,62 / 100,00  | 11,06 |           |         |